# Grande Mosquée de Bursa
La Grande Mosquée de Bursa (en Turc : Bursa Ulu Camii) est une mosquée de Bursa, en Turquie. Elle fut érigée sur ordre du Sultan ottoman Bayezid Ier entre 1396 et 1399. Elle comporte vingt dômes et deux minarets.

## Architecture
L'Ulu Camii est la plus grande mosquée de Bursa, elle est considérée comme un des meilleurs exemples des débuts de l'architecture ottomane, qui utilisa de nombreux éléments liés à l'architecture seldjoukide. Ordonnée par le sultan Bayezid Ier, ses plans furent conçus par l'architecte Ali Neccar ; elle possède un large plan rectangulaire, avec vingt dômes alignés en quatre rangées et supportés par vingt colonnes.
Les vingt dômes furent construits au sein d'un même édifice, et non séparément, contrairement aux vingt mosquées que Bayezid Ier avait promis après sa victoire lors de la bataille de Nicopolis.
Un sadirvan a été inclus à l'intérieur de la construction, afin que les fidèles puissent réaliser leurs ablutions, le wudu, avant la prière. Le dôme au-dessus du sadirvan est couvert par une lucarne qui éclaire une large partie de la mosquée.
L'intérieur est spacieux et légèrement éclairé, afin de créer un sentiment de paix et de contemplation. Les subdivisions formées par les nombreux dômes génèrent une intimité propice à la spiritualité.

## Calligraphie islamique
La mosquée possède 192 panneaux muraux monumentaux rédigés par les plus fameux calligraphes ottomans de l'époque, ce qui en fait l'un des plus grands exemples de styles calligraphiques arabes au monde. Ils sont écrits sur les murs, les colonnes ou des panneaux de tailles différentes.

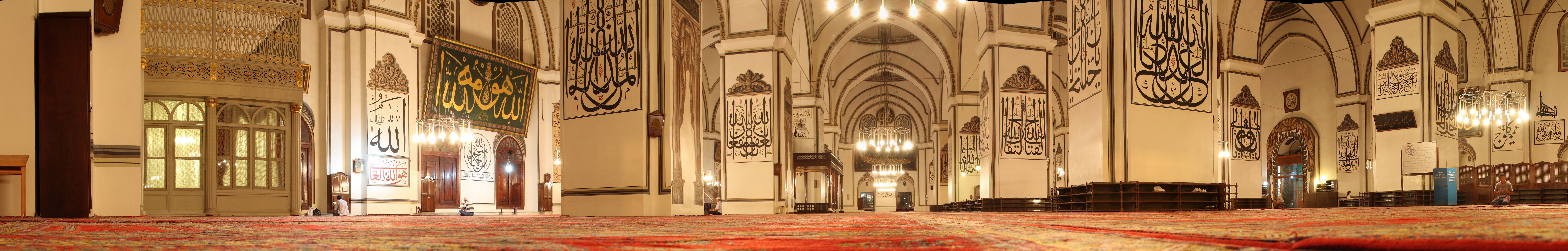
Vue panoramique de l'intérieur de la mosquée.

## Source
- (en) Cet article est partiellement ou en totalité issu de l’article de Wikipédia en anglais intitulé « Bursa Grand Mosque » (voir la liste des auteurs).